# Kochany urwis
Kochany urwis (ang. Problem Child) – amerykańska czarna komedia z 1990 roku w reżyserii Dennisa Dugana, będąca jego pełnometrażowym debiutem. Pierwsza część trylogii opowiadającej o losach kilkuletniego Juniora.

## Fabuła
Siedmioletni Junior jest sierotą. 30 razy był oddawany do adopcji i tyle razy wracał do domu dziecka. Powód jest taki, że chłopiec jest dość żywiołowy i ma mnóstwo pomysłów, co potrafi zdenerwować dorosłego. Ben i jego żona Flo, która nie może mieć dzieci, decydują się zaadoptować Juniora. Flo daje za wygraną, widząc zachowanie przybranego syna. Ben jednak nie zamierza się poddawać i znosi Juniora. Jednak cierpliwość Bena kończy się, gdy dowiaduje się, że Junior koresponduje z kryminalistą. Martin porywa Flo i Juniora dla okupu. Początkowo Ben jest wściekły na Juniora, jednak zmienia się, gdy dowiaduje się, że Junior od samego początku lubił tylko jego.

## Obsada
- Michael Oliver – Junior
- John Ritter – Ben Healy
- Amy Yasbeck – Flo
- Jack Warden – Big Ben
- Gilbert Gottfried – Pan Peabody, dyrektor domu dziecka

## Produkcja
Zdjęcia kręcono w Dallas i Fort Worth w stanie Teksas.